# Hyssia olivescens
Hyssia olivescens là một loài bướm đêm trong họ Noctuidae.